# Aartsbisdom Kuching
Het aartsbisdom Kuching (Latijn: Archidioecesis Kuchingensis) is een rooms-katholiek aartsbisdom met als zetel Kuching, hoofdstad van de deelstaat Sarawak, in Maleisië. De aartsbisschop van Kuching is metropoliet van de kerkprovincie Kuching, waartoe ook de suffragane bisdommen Miri en Sibu behoren.

## Geschiedenis
Het aartsbisdom werd opgericht op 5 februari 1927, als de apostolische prefectuur Sarawak, uit delen van de apostolische prefectuur Labuan e Borneo. Op 14 februari 1952 werd het verheven tot apostolisch vicariaat en veranderde van naam naar Kuching. Op 31 mei 1976 werd het verheven tot metropolitaan aartsbisdom. 
Het verloor gebied bij de oprichting van het apostolisch vicariaat Miri (1959) en het bisdom Sibu (1986). 

## Parochies
Het aartsbisdom had in 2021 een oppervlakte van 63.763 km2 en telde 1.298.440 inwoners waarvan 17,0% rooms-katholiek was.

## Ordinarii
Alle prefecten en vicarissen waren lid van de Missionarissen van Mill Hill. 

### Apostolische prefecten
- Edmund Dunn (5 februari 1927 - 31 december 1933)
- Aloysius Hopfgartner (8 november 1935 - 15 mei 1949)

### Apostolisch vicarissen
- Jan Vos (prefect: 18 november 1949, vicaris: 14 februari 1952 - 9 februari 1968)
- Karl Reiterer (9 februari 1968 - 30 december 1974; coadjutor sinds 9 februari 1967)

### Aartsbisschoppen
- Peter Chung Hoan Ting (vicaris: 30 januari 1975, aartsbisschop 31 mei 1976 - 21 juni 2003)
- John Ha Tiong Hock (21 juni 2003 - 4 maart 2017; hulpbisschop sinds 17 januari 1998)
- Simon Peter Poh Hoon Seng (4 maart 2017 - heden; hulpbisschop sinds 9 juli 2015)

## Galerij van afbeeldingen

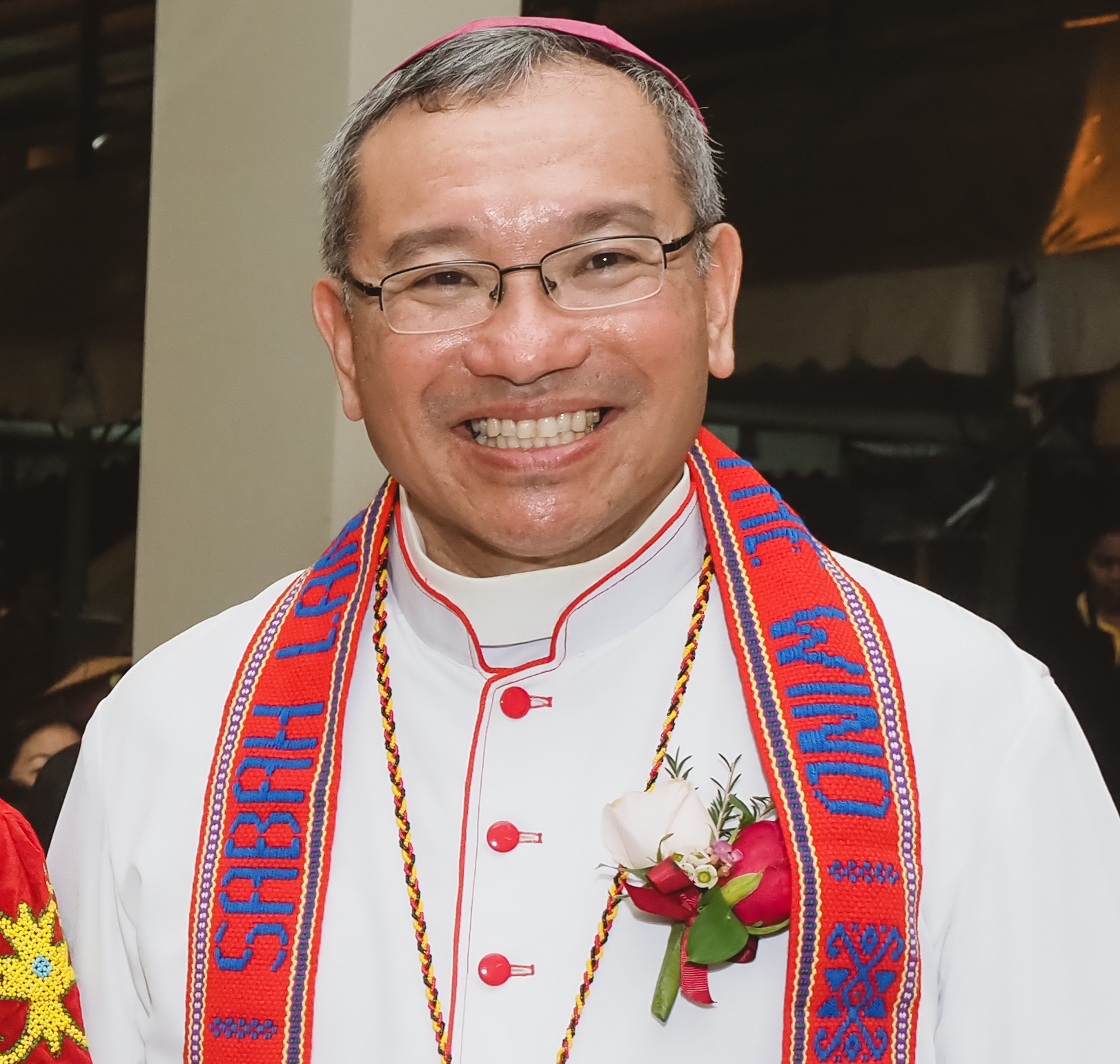
Aartsbisschop Simon Peter Poh Hoon Seng (2017-heden)
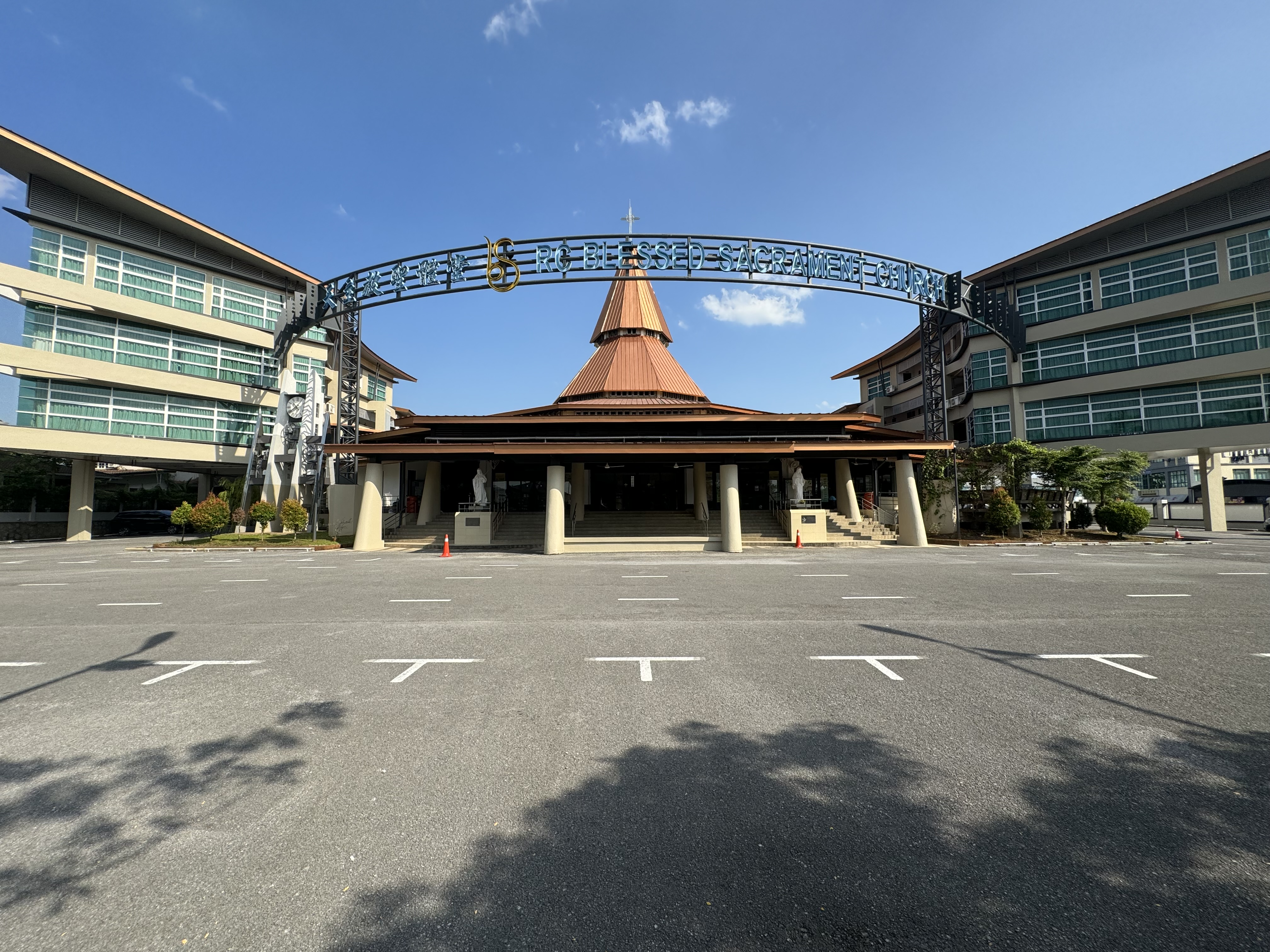
Blessed Sacrament-kerk in Kuching in 2024
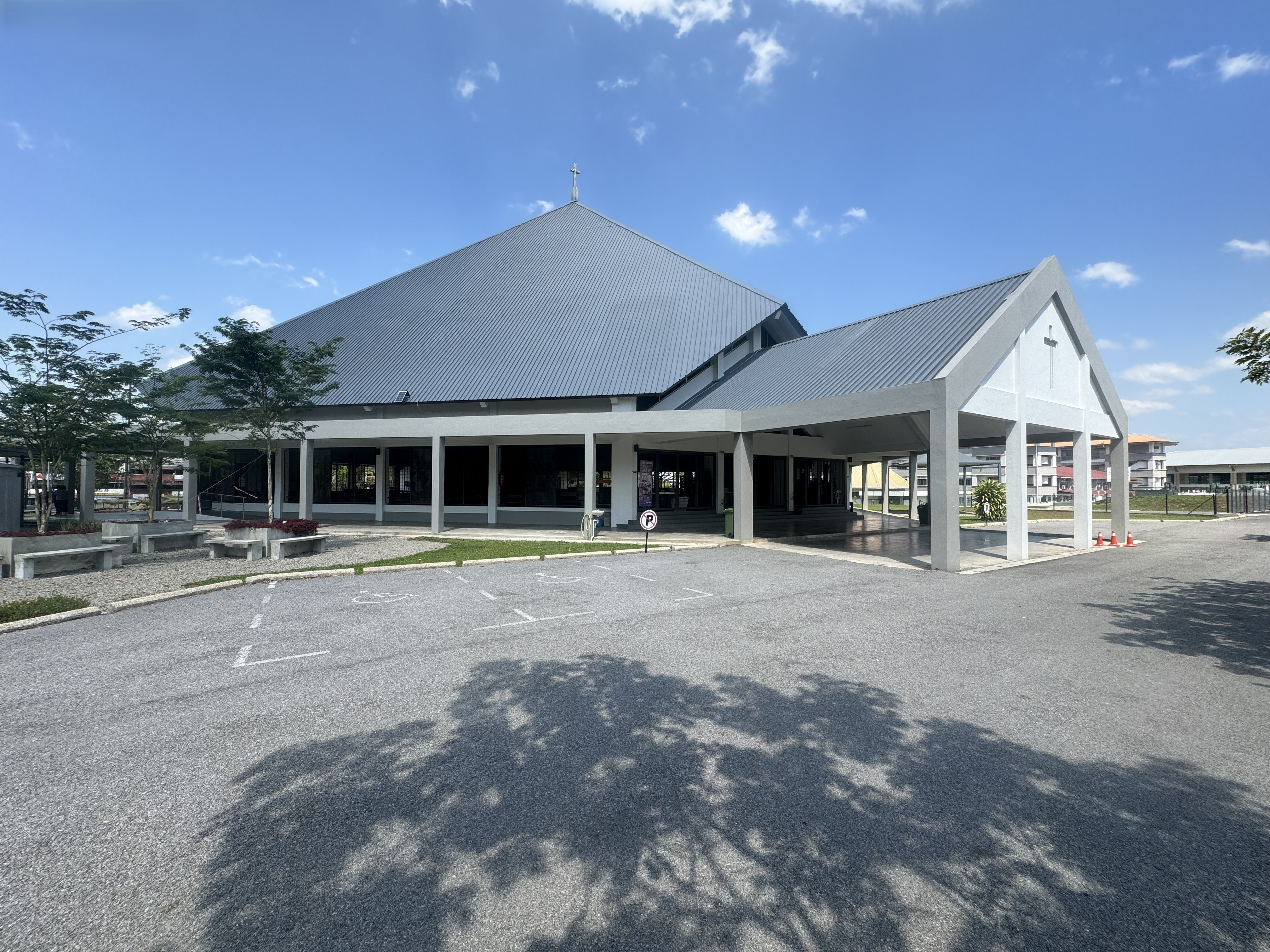
Heilige Hart-kerk in Kota Sentosa in 2024